# Spaltstoff
In der Reaktorphysik bezeichnet man als Spaltstoffe Nuklide, die durch thermische Neutronen gespalten werden können. Dabei ist zu beachten, dass nicht jede Wechselwirkung eines thermischen Neutrons mit dem Atomkern eines Spaltstoffs zwangsläufig zu einer Kernspaltung führt – möglich sind auch andere Reaktionen wie z. B. Neutronenstreuung oder Neutroneneinfang ohne Spaltung.
Bei der Spaltung eines Spaltstoffkerns wird Kernenergie freigesetzt. Außerdem entstehen in der Regel – abhängig vom jeweiligen Spaltstoff – im Durchschnitt zwei bis vier Neutronen pro Spaltung, die wiederum neue Kernspaltungen auslösen können (Kettenreaktion).

## Anwendungen
Im zivilen Bereich wird die Kernspaltung unter anderem zur Energiegewinnung, im militärischen Bereich in Kernwaffen eingesetzt. Die wichtigsten Spaltstoffe sind Uran-233 und -235 und Plutonium-239 und -241. Die kleinste Spaltstoffmasse, die eine sich selbst erhaltende Kettenreaktion in Gang setzt, wird als kritische Masse bezeichnet. Sie beträgt bei einer homogenen Kugel aus Uran-235 etwa 46,7 kg, bei Plutonium-239 ca. 10 kg. Durch technische Maßnahmen kann die kritische Masse verringert werden.